# Zone (openbaar vervoer)
Zowel in Nederland als in België worden zones gebruikt voor het openbaar vervoer. Dit artikel handelt voornamelijk over de zones in Nederland. De zones van Belgische treinstations worden in het  kopje treintarifering vermeld.
Nederland is ten behoeve van het stads- en streekvervoer verdeeld in zones met elk een 4-cijferig nummer. De combinatie van het zonenummer en de naam van de halte identificeert de locatie bij benadering (de halte voor de andere richting en haltes van kruisende lijnen hebben vaak dezelfde combinatie). De zones hebben deels ook nog betekenis voor de tarieven.
De zone is sinds de invoering van de Nationale Strippenkaart de eenheid waarmee een reisafstand - en dus het tarief - wordt opgegeven.
Het zonetarief werd in 1974 voor het eerst ingevoerd in Rotterdam.
De lengte van een zone is 4 à 5 km. Afwijkingen zijn mogelijk. Doordat een zone vrij groot is en bushaltes meestal dicht bij elkaar liggen, vallen vaak veel haltes binnen dezelfde zone. De kleinere dorpen en steden vormen vaak een enkele zone.
Merkwaardig is dat men bij het meten van de afstand niet bij 0 maar bij 1 begint. De nominale afstand in zones is daardoor altijd één meer dan de werkelijke afstand. Op de strippenkaart moet een extra strip worden afgestempeld, dus twee strippen meer dan de werkelijke afstand. Het verschil blijkt duidelijk als men twee reizen (in rechte lijn) achter elkaar maakt, want dan kan men de nominale afstand niet zonder meer optellen:
|                             | van Zutphen naar Lochem | van Lochem naar Goor | van Zutphen via Lochem naar Goor |
| --------------------------- | ----------------------- | -------------------- | -------------------------------- |
| Werkelijke afstand in zones | 5                       | 4                    | 9                                |
| Nominale afstand in zones   | 6                       | 5                    | 10                               |
| Aantal strippen             | 7                       | 6                    | 11                               |

Bij het begin van de reis stempelt de reiziger zijn kaart af voor een bepaalde afstand. Hij mag nu, binnen een bepaalde tijdsduur, reizen binnen die afstand vanaf zijn vertrekpunt.
In de tekening hiernaast heeft elk lijntje de lengte van één zone. Een reiziger die bij A instapt en twee zones stempelt (drie strippen), mag binnen de tijdsduur van A via B, C, D, E, en F naar G reizen. Een reiziger die bij B instapt en naar G reist (via A of via C, D, E en F), moet echter drie zones afstempelen (vier strippen), hoewel hij minder reist.
Wordt de rode buslijn opgeheven, dan is de afstand van A naar D groter geworden. Dat is nadelig, zelfs voor een reiziger die geen gebruik maakt van de rode buslijn. Een reiziger die bij A instapt en langs D wil reizen, zal nu minstens 3 zones (vier strippen) moeten stempelen.

## Abonnement
Bij een abonnement geldt eigenlijk hetzelfde, maar de houder van een abonnement is niet op een bepaalde plaats ingestapt. Bij aanschaf van een abonnement kan men zelf een vertrekpunt kiezen. Een abonnementhouder die binnen het afgebeelde gebied wil reizen, zal punt A als vertrekpunt kiezen en een nominale afstand van twee zones. Dit wordt wel een sterabonnement genoemd, omdat men mag reizen binnen een gebied dat zich stervormig uitstrekt vanaf A.

## Zonenummering in Nederland
In Rotterdam kregen de zones in 1974 ééncijferige nummers. De viercijferige zonenummers werden ingevoerd in 1977 bij de invoering van het zonetarief in Amsterdam. Hierbij kreeg de centrumzone van een bepaalde stad een "rond" zonenummer in Amsterdam 5700. De aangrenzende zones kregen dezelfde twee eerste cijfers maar dan tientallen zoals 5711. De daar weer aangrenzende zones kregen twintigtallen, dertigtallen of veertigtallen. In Rotterdam werd de centrumzone 5300 en Den Haag 5400, maar omdat het zonetarief daar pas in 1981 werd ingevoerd werd tot die tijd het gehele stadsgebied als zone 5402 aangegeven. Ook andere wat grotere plaatsen kregen ronde zonenummers voor de centrumzone. In 1980 verscheen een zonekaart voor heel Nederland.

## Treintarifering

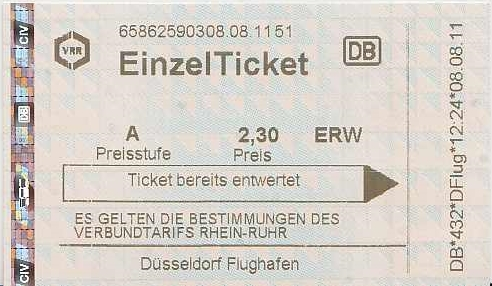
Van Düsseldorf Flughafen naar een omgeving waarbinnen Preisstufe A geldt

Groepen stations kunnen elk een zone vormen. De overige stations kunnen worden beschouwd als een zone met één station. Er geldt een aantal tariefkilometers van de ene zone naar de andere, onafhankelijk van het station in elk van de beide zones. Voor reizen binnen een zone is het aantal tariefkilometers nul, maar deze zijn niet gratis.